# Анна Филантропина
Анна Филантропина е трапезундска императрица, втора съпруга на император Мануил III Велики Комнин.

## Биография
Анна е дъщеря на кесаря Мануил Ангел Филантропин, деспот на Тесалия от 1390 до 1394 г. Тя е внучка на кесаря Алексий Ангел Филантропин, деспот на Тесалия от 1373 до 1390 г. По майчина линия е потомка на крал и цар Стефан Душан и царица Елена Българска.
През 1395 г. умира трапезундската императрица Евдокия, първата съпруга на Мануил III Велики Комнин. Още същата година Анна Филантропина е омъжена за овдовелия император. Двойката обаче няма деца. Мануил III Велики Комнин умира на 5 март 1417 г. Не е известно дали Анна е надживяла съпруга си или се е споминала преди него.